# Altella media
Espèce
Altella media est une espèce d'araignées aranéomorphes de la famille des Argyronetidae.

## Répartition
Cette espèce est endémique de la Grande Canarie aux îles Canaries en Espagne,. Elle se rencontre vers Pinar de Tamadaba.

## Description
La femelle holotype mesure 2,1 mm.

## Systématique et taxinomie
Cette espèce a été décrite par Wunderlich en 1992.

## Publication originale
- Wunderlich, 1992 : « Die Spinnen-Fauna der Makaronesischen Inseln: Taxonomie, Ökologie, Biogeographie und Evolution. » Beiträge zur Araneologie, vol. 1, p. 1-619.